# Didier Ruef
Didier Ruef (1961) es un fotógrafo documental suizo más conocido por sus fotos de "Hombres y Residuos", África y Suiza.

## Vida y carrera
Didier Ruef nació en Ginebra, Suiza el 15 de julio de 1961 y tiene la doble nacionalidad suiza e italiana. Se graduó en la Universidad de Ginebra, donde estudió Economía (1981-1984).
En 1985, Ruef fue a Nueva York, donde obtuvo un diploma (1986) en el fotoperiodismo en el International Center of Photography (ICP). Fue allí donde desarrolló su ensayo a largo plazo de la vida de una familia puertorriqueña en el Harlem español, por la que ganó el Premio Yann Geoffroy en Milán en 1990. Estas fotografías fueron expuestas en el Musée de l'Elysée de Lausana, Suiza, en 1990.
Desde su regreso a Suiza en 1987, Ruef comenzó a trabajar como fotógrafo documental independiente y reportero gráfico y ha visitado los cinco continentes, con una preferencia por África. Ha trabajado en varias historias sobre la condición humana en blanco y negro y color.
Ruef fue miembro de la Red de Agencia de Fotógrafos de Londres entre 1991 y 1997. Él era un miembro fundador en septiembre de 2002, de la agencia de fotografía suizo, Pixsil, que abandonó en julio de 2009. Actualmente trabaja como fotógrafo freelance. También está representado por las agencias de fotos Cosmos, en Francia, Luz Photo Agency Visum en Alemania y plata Bildbyran en Escandinavia.
Ruef ha colaborado con Médicos Sin Fronteras, el Fondo Mundial para luchar contra el sida, la tuberculosis y la malaria, Heks (Ayuda Intereclesiástica), Cruz Roja de Suiza, la Fundación Syngenta y el Consejo Mundial de Iglesias.
Sus imágenes se han publicado en numerosas revistas y periódicos en Europa, Asia y el norte de América.
Ganó el Rey Albert Memorial Foundation Prize [16] en 2000 por su libro sobre los agricultores de montaña suizos (Bauern am Berg, Paysans de nos montagnes, Vita di montagna). Este premio, entre otros premios, fue la culminación de un proyecto personal a largo plazo que comenzó en 1993 y terminó en 1997. Esto fue posible con el apoyo de Pro Helvetia para la fotografía y el libro en 1998, y una exposición itinerante que recorrió Suiza, Italia, Singapur y Jordania entre 1999 y 2002.
En 2000 y 2001, Ruef fue encargado por la sección suiza de Médicos Sin Fronteras (MSF) en un extenso reportaje fotográfico sobre la vida diaria en seis países africanos. Estas imágenes, junto con los de numerosos ensayos africanos son la base de un libro Afrique Noire, publicado en 2005. Una exposición itinerante recorrió Suiza y Francia entre 2005 y 2007.
En 2007, fue encargado por la Fundación suiza Dide, Dignité detención en, por un libro Enfants prisonniers en la cárcel de menores en Gitarama, Ruanda.
Desde 1991, también ha estado involucrado en un proyecto personal en todo el mundo sobre la relación entre el hombre y residuos. Se ha disparado veinte ensayos fotográficos y finalmente ha publicado en 2011 el libro de reciclaje, Labor et Fides (Francés-Inglés) y Edizioni Casagrande (italiano-alemán).

## Obra

### Algunas publicaciones
- Iași – Puncte de vedere.[8] Iași Editura Muzeelor Literare.Iași. Rumania. 2015

- Afrika, letzte Hoffnung.[9] (reimpresión con una nueva portada de libro). Pier Paolo Pasolini. Con fotografías de Didier Ruef. Corso. Hamburgo. Alemania. 2015

- Bestiarium.[10] QTI. Stabio. Suiza. 2012

- Afrika, letzte Hoffnung.[11] Corso. Hamburgo. Alemania. 2011

- Recycle.[12][13][14] Labor et Fides. Suiza. 2011

- Recycle.[15][16][17][18] Casagrande Edizioni. Suiza. 2011

- Enfants Prisonniers. Fondation DiDé, Dignité en Détention. Geneva. Suiza. 2007
- Afrique Noire.[19][20][21][22] Infolio Editions. Suiza. 2005

- Tausendundein Krieg. NP Buchverlag. Austria. 2004

- Vita di montagna Edizioni Casagrande. Suiza. 1998

- Paysans de nos montagnes. Editions Monographic. Suiza. 1998

- Bauern am Berg[23][24] OZV Offizin Zürich Verlag. Suiza. 1998

- Weltenblicke. Reportagefotografie und ihre Medien[25] OZV Offizin Zürich Verlag. Suiza. 1997

## Honores

### Galardones
- Deutscher Fotobuchpreis.[26] Nomination 2012

- Swiss Press Photo. First prize for the foreign section. 2006

- Fujifilm Euro Press Photo Awards.[27] Swiss prize for the technique section. 2004

- Swiss Press Photo. First prize for the foreign section. 2003

- Swiss Press Photo. First and third prizes for the foreign section. 2002

- King Albert Memorial Foundation for the book Bauern am Berg, OZV Offizin Zürich Verlag. Suiza. 2000

- Schweizerische Arbeitgemeinschaft für die Berggebiete (SAB) Suiza for the book Bauern am Berg OZV Offizin Zürich Verlag. Suiza. 1999

- Passy’s mountain book fair, France, for the book Paysans de nos montagnes, Editions Monographic. 1999

- Honorable mention. UNESCO. Japón. 1993

- Applied Arts Magazine Awards Annual. USA. 1993

- Third black&white prize. Nikon International. Japón. 1991

- Yann Geoffroy. Grazia Neri . Milán. Italia. 1990

- Second color prize. Nikon International. Japón. 1989

- Grand Prix. L'Illustré. Suiza. 1983